# Cantonul Sourdeval
Cantonul Sourdeval este un canton din arondismentul Avranches, departamentul Manche, regiunea Basse-Normandie, Franța.

## Comune
| Comune                | Populație (1999) | Cod poștal | Cod INSEE |
| --------------------- | ---------------- | ---------- | --------- |
| Beauficel             | ...              | 50150      | 50040     |
| Brouains              | ...              | 50150      | 50088     |
| Chaulieu              | ...              | 50150      | 50514     |
| Le Fresne-Poret       | ...              | 50850      | 50193     |
| Gathemo               | ...              | 50150      | 50195     |
| Perriers-en-Beauficel | ...              | 50150      | 50397     |
| Sourdeval             | ...              | 50150      | 50582     |
| Vengeons              | ...              | 50150      | 50625     |